# Juraj Dobrila
Juraj Dobrila (Veli Ježenj, 16. travnja 1812. – Trst, 13. siječnja 1882.) bio je istaknuti biskup, tiskar i dobročinitelj iz Istre te preporoditelj istarskih Hrvata.

## Životopis

### Mladost i obrazovanje
Dobrila je rođen u selu Velom Ježenju, u području Tinjanštine u središnjoj Istri, koja je tada bila dio Ilirskih pokrajina, da bi ubrzo prešla u Habsburšku Monarhiju (a danas je u Hrvatskoj). Bio je iznadprosječno inteligentan pa je prvo pohađao njemačku osnovnu školu u Tinjanu i Pazinu, a zatim gimnaziju u Gorici i Karlovcu, gdje je išao i u sjemenište.
Zaređen je 1837. godine i službovao od 1837. do 1838. u Munama i Hrušićima. Od 1839. studirao je teologiju u bečkom Augustineumu i diplomirao 1842. Nakon studija je postao kapelan u Trstu i ravnatelj djevojačke škole.

### Biskupska služba
U razdoblju 1857. – 1875. bio je biskup porečko-pulski, a od 1875. do smrti biskup tršćansko-koparski.
Dobrilin studijski kolega i prijatelj bio je Josip Juraj Strossmayer, veliki dobročinitelj u 19. stoljeću. Dobrila je glasno zastupao prava Hrvata i Slovenaca i bio predvodnik Hrvatskoga narodnog preporoda u Istri, u vremenu talijanizacije Istre.
Za vrijeme Revolucije 1848., Dobrila se učlanio u Slavjansko društvo u Trstu. Zalagao se za uvođenje slavenskih jezika u škole i u javni život, financirao školovanje djece u hrvatskom dijelu monarhije (u Rijeci i Kastvu) te je poticao hrvatske i slovenske seljake u Istri na čitanje knjiga na materinskom jeziku i na otpor politički i kulturno snažnijim Talijanima.
Dobrila je 1854. tiskao molitvenik Oče, budi volja tvoja na hrvatskom i podupirao je izdavanje prvih hrvatskih novina u Istri, Naše sloge 1870. Također je objavio zbirku narodnih bajka i poslovica, Različno cvijeće. Njegov drugi molitvenik, Mladi bogoljub, objavljen je 1889.
Bio je član Regionalnog vijeća Poreča od osnutka vijeća 1861. i njegov predstavnik u bečkom parlamentu do 1867. Također je, po svojoj službi, bio zastupnik u Istarskom saboru. Sudjelovao je na Prvom vatikanskom saboru (1870.), gdje je podupirao Strossmayerove stavove o budućnosti Crkve. Dobrila je postumno darovao cijeli svoj posjed u dobrotvorne svrhe.
Dobrila je bio član i povjerenik Matice hrvatske za Istru.

## Spomen
Za stogodišnjicu (1912.) njegova rođenja objavljena je spomen-knjiga kojoj je urednik bio hrvatski preporoditelj s Istre Antun Kalac.
Njegova se slika nalazila na novčanici od 10 kuna. Po njemu se zovu dvije osnovne (u Rovinju i Puli) te dvije srednje škole (u Pazinu i Puli). Sveučilište u Puli također nosi njegovo ime.

### Dani biskupa Jurja Dobrile
U njegovu rodnom mjestu od 2014. godine održavaju se Dani biskupa Jurja Dobrile. Organizatori manifestacije su župa sv. Lucije Pazinske i Bratovština Hrvatska Istra. Program manifestacije sastoji se od predavanja, svete mise zahvalnice, polaganja cvijeća i svijeća ispred Dobriline rodne kuće, te prigodnih recitacija i glazbenog programa.

## Vanjske poveznice
Mrežna mjesta
- Dobrila, Juraj, portal Književna baština u muzejima
- Dobrila, Juraj, Hrvatski biografski leksikon

| Prethodnik:                 | biskup Poreča i Pule 1857. – 1875. | Nasljednik:                      |
| Antonio Peteani 1827.–1857. | biskup Poreča i Pule 1857. – 1875. | Ivan Nepomuk Glavina 1878.–1882. |

| Prethodnik:      | biskup Trsta i Kopra 1875. – 1882. | Nasljednik:          |
| Bartolomej Legat | biskup Trsta i Kopra 1875. – 1882. | Ivan Nepomuk Glavina |